# Keith Erickson

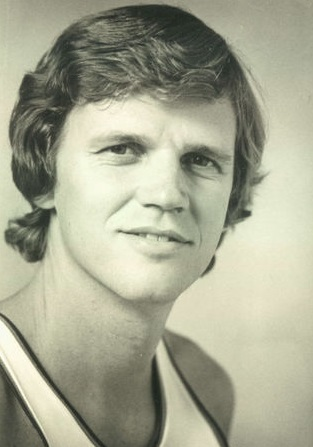
Keith Erickson (1976)

Keith Erickson é um ex-jogador de basquete norte-americano que foi campeão da Temporada da NBA de 1971-72 jogando pelo Los Angeles Lakers.